# Cordilura albicoxa
Cordilura albicoxa är en tvåvingeart som beskrevs av James 1955. Cordilura albicoxa ingår i släktet Cordilura och familjen kolvflugor.
Artens utbredningsområde är Kalifornien. Inga underarter finns listade i Catalogue of Life.